# Ischia (eiland)

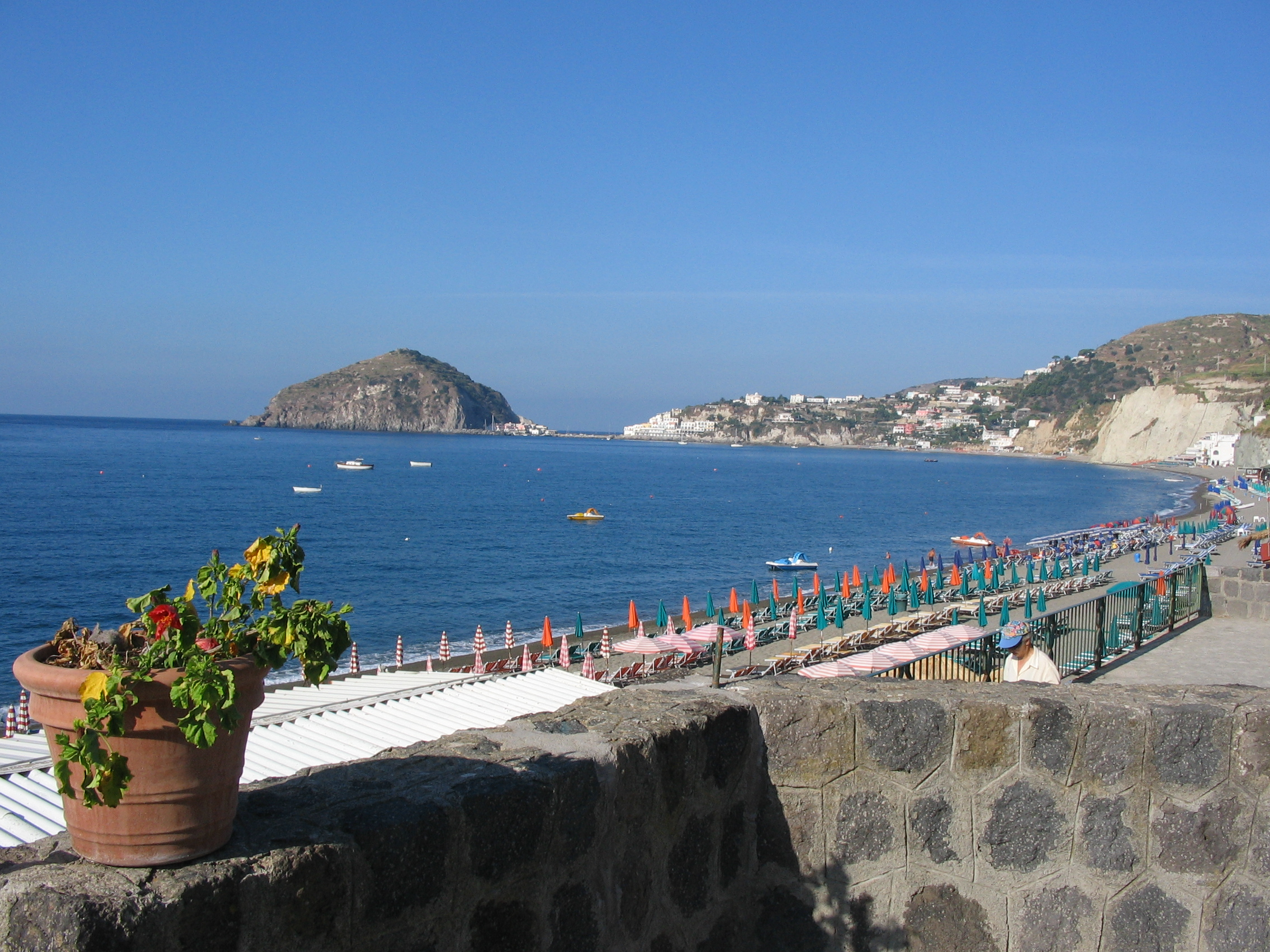
Strand op Ischia

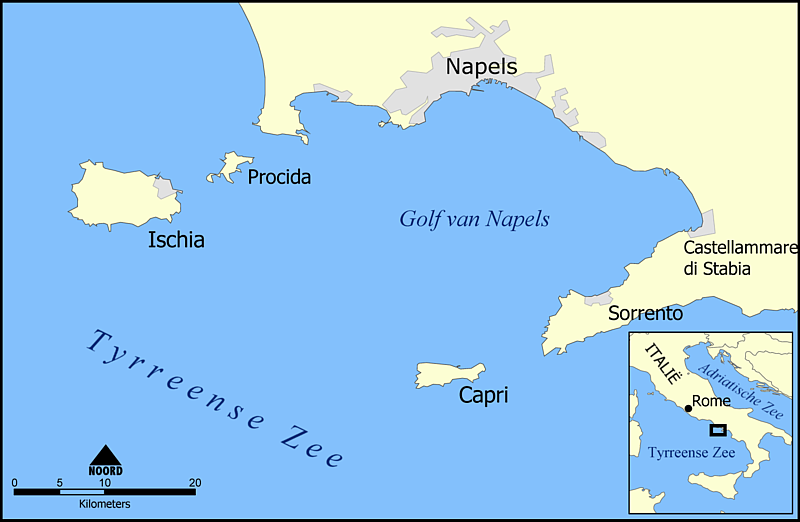
Kaart van de Golf van Napels

Ischia is een Italiaans eiland en vulkaan gelegen in de baai van Napels. Het eiland, dat tot de provincie Napels behoort, telt 60.000 inwoners en is met 46,4 vierkante km het grootste van de Flegreïsche Eilanden. De Monte Epomeo is met zijn 787 meter het hoogste punt van Ischia. Op de vruchtbare hellingen van deze berg vindt veel wijnbouw plaats. Vanwege de vele bossen wordt Ischia ook wel "het groene eiland" genoemd.
De hoofdplaats Ischia ligt aan de oostzijde van het eiland en heeft twee kernen: Ischia Ponte en Porto. Vanuit Ischia Ponte heeft men in 1438 een dam aangelegd naar het kasteel Castello Aragonese dat op een klein eiland ligt. De haven van Porto werd in het jaar 1845 door de Bourbons geopend. Het is een dode krater waarin een opening naar zee is uitgegraven.
Ischia is beroemd vanwege haar thermale bronnen en modderbaden. Het bronwater zou mineralen bevatten die een heilzame werking hebben op reuma, stofwisselingsstoornissen en botziektes.

## Geschiedenis
Het eiland Ischia is ontstaan door uitbarstingen van de gelijknamige vulkaan. De laatste eruptie van deze complexe vulkaan vond plaats in 1302. Toen werd een
nieuwe krater gevormd in Cremate en lava stroomde in noordoostelijke richting.
In de 18e en 19e eeuw waren er talloze aardbevingen. De laatste beving was in augustus 2017.
In de achtste eeuw voor Christus koloniseerden Grieken afkomstig van Euboia het eiland, dat ze Πιθηκουσσαι (Pithekoussai; "Apeneiland") noemden. Het eiland was voor de Grieken interessant, want het had een grote minerale rijkdom. Vanuit het eiland werd handel gedreven met Carthagers, Syriërs en Etrusken. Vooral impasto, terracotta en later bucchero (aardewerk) waren vermaarde handelsproducten van de Grieken, die via het eiland werden verspreid. In de vierde eeuw voor Christus werd het eiland bezet door de Romeinen.

### Aardbevingen en -verschuivingen
Ischia is op 21 augustus 2017 getroffen door een aardbeving waarbij enkele huizen beschadigd werden en twee dodelijke slachtoffers vielen.
Op 26 november 2022 deed zich een aardverschuiving voor bij Casamicciola Terme met acht doden (waarvan vier minderjarigen) en vier vermisten.

## Beroemde bewoners
- Giulio Iasolino, hoogleraar anatomie van de universiteit van Napels die in de 16e-17e eeuw kuurbaden exploiteerde voor zijn patiënten.
- William Walton, componist, is er overleden in 1983.

## Bezienswaardigheden
- Monte Epomeo (panorama)
- De hoofdplaats Ischia
- Het kasteel Castello Aragonese
- Casamicciola Terme (thermale badplaats)

## Foto's

Ischia
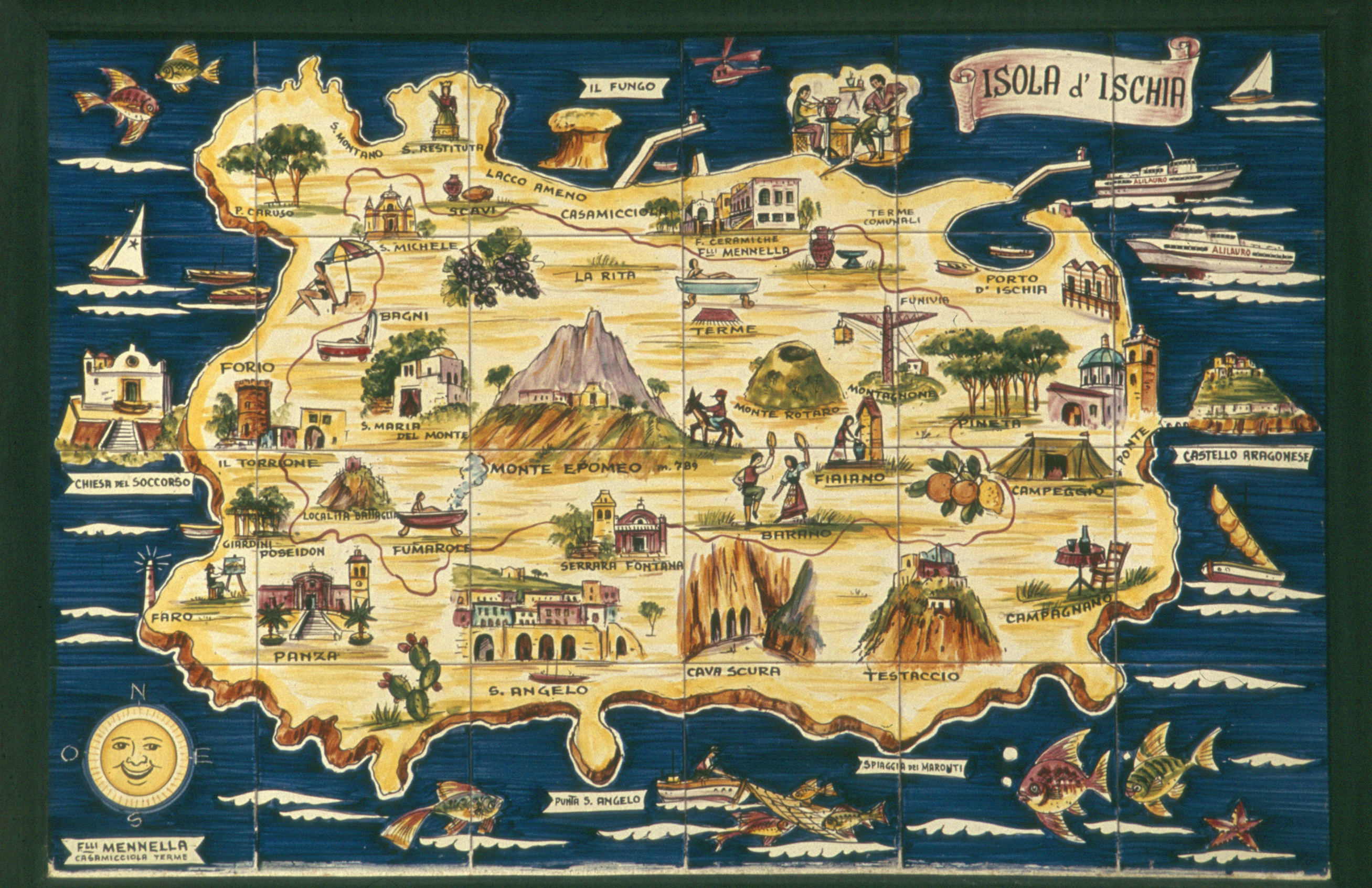
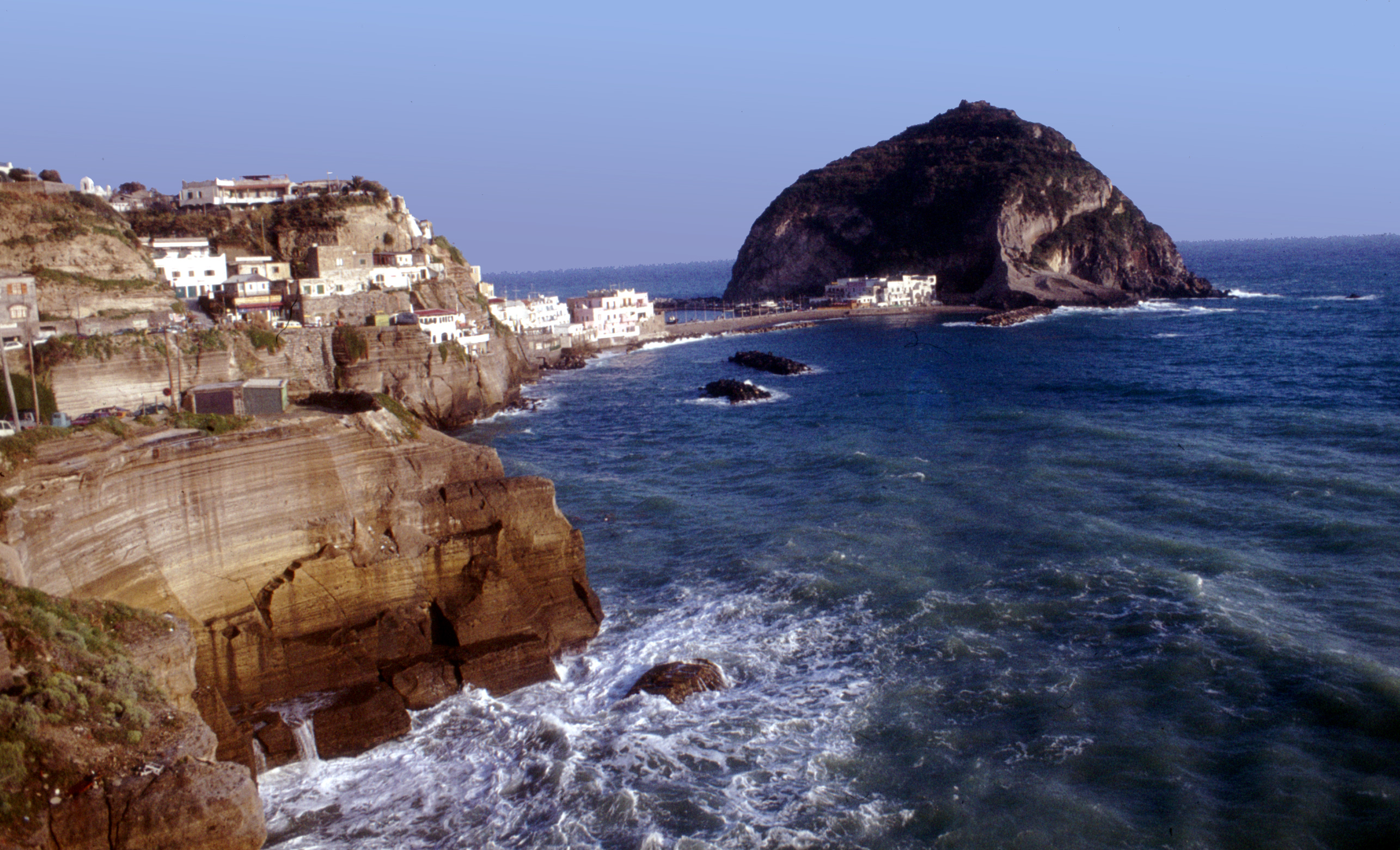
San Angelo
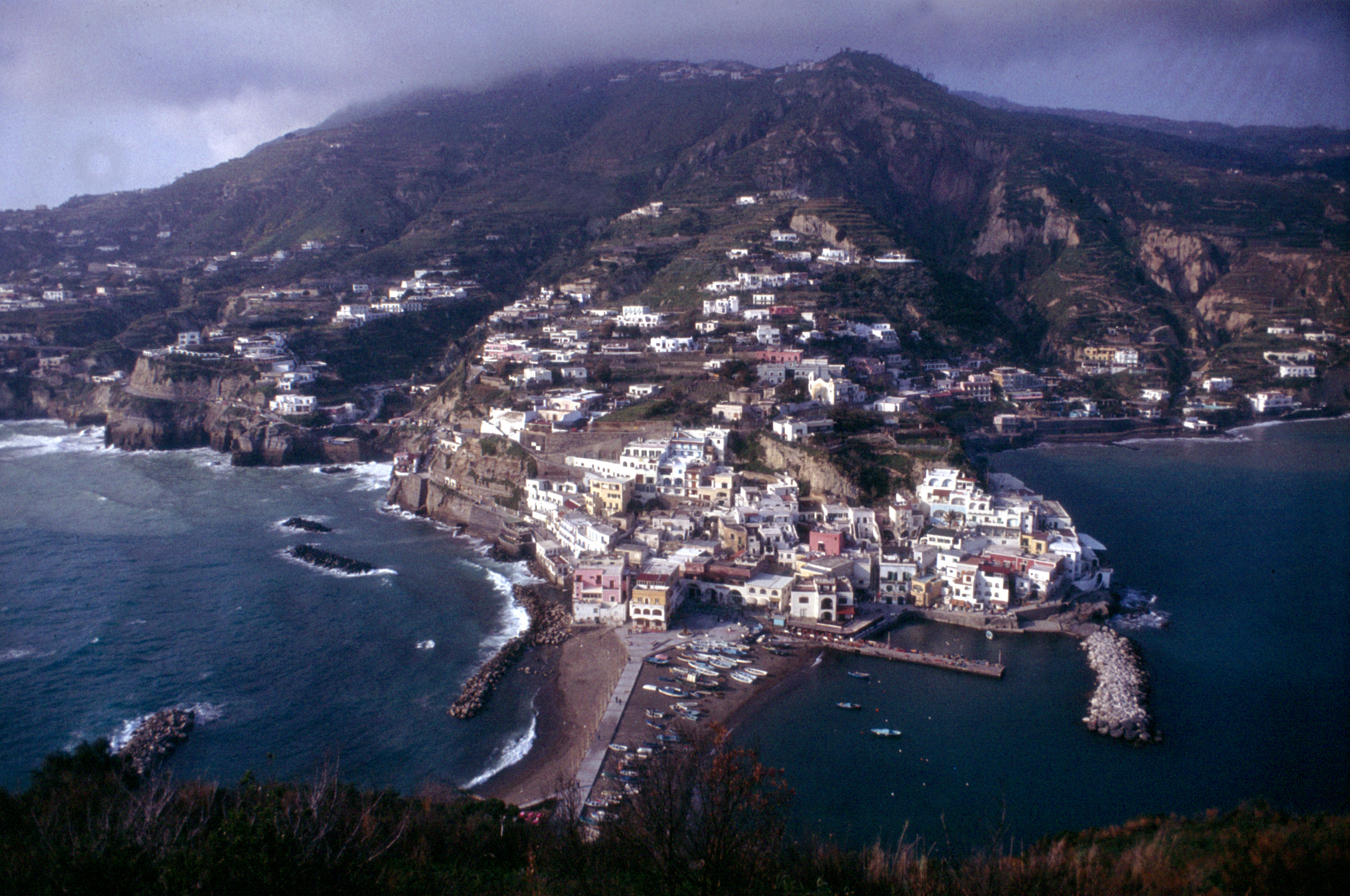
San Angelo
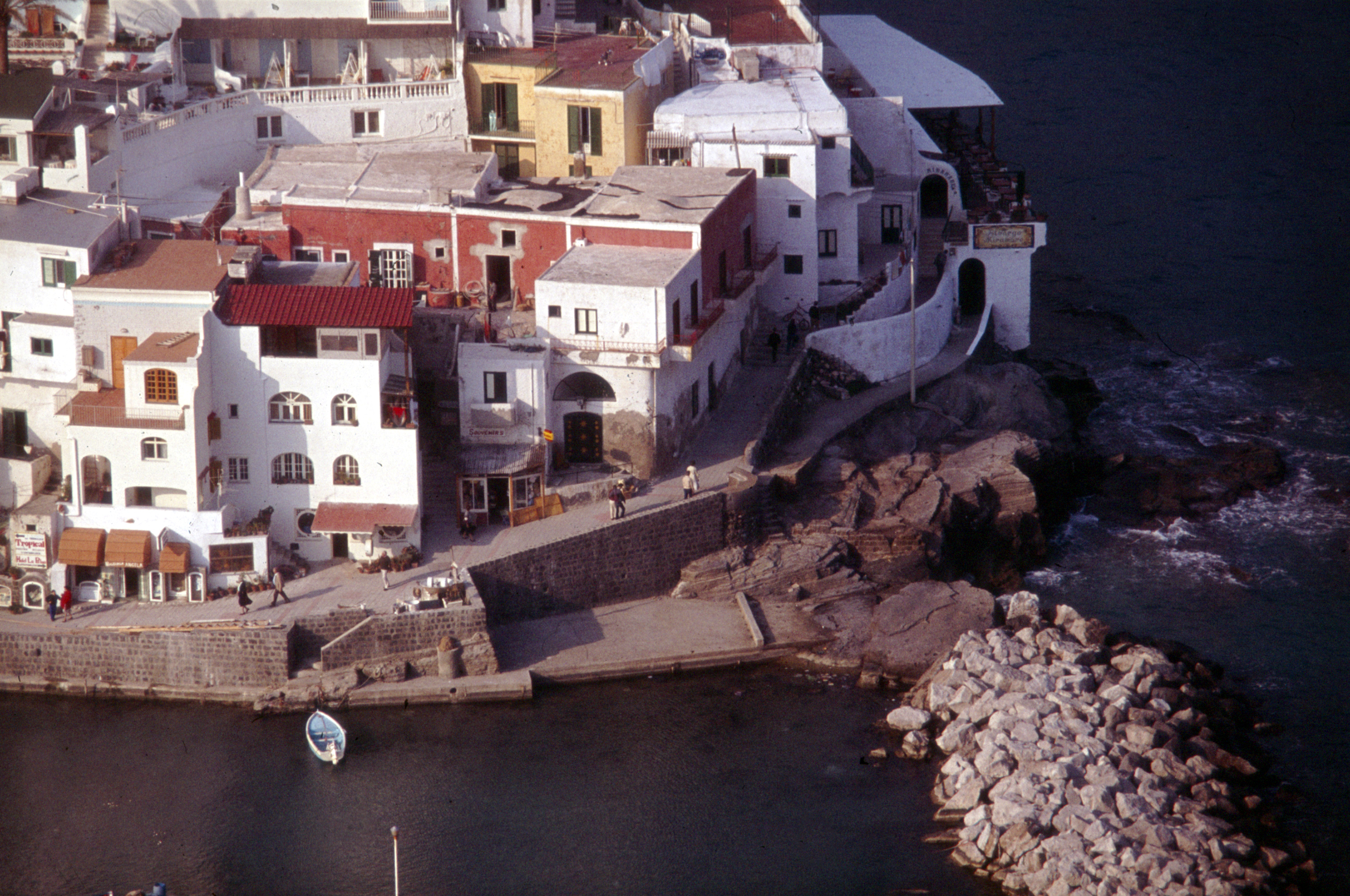
San Angelo
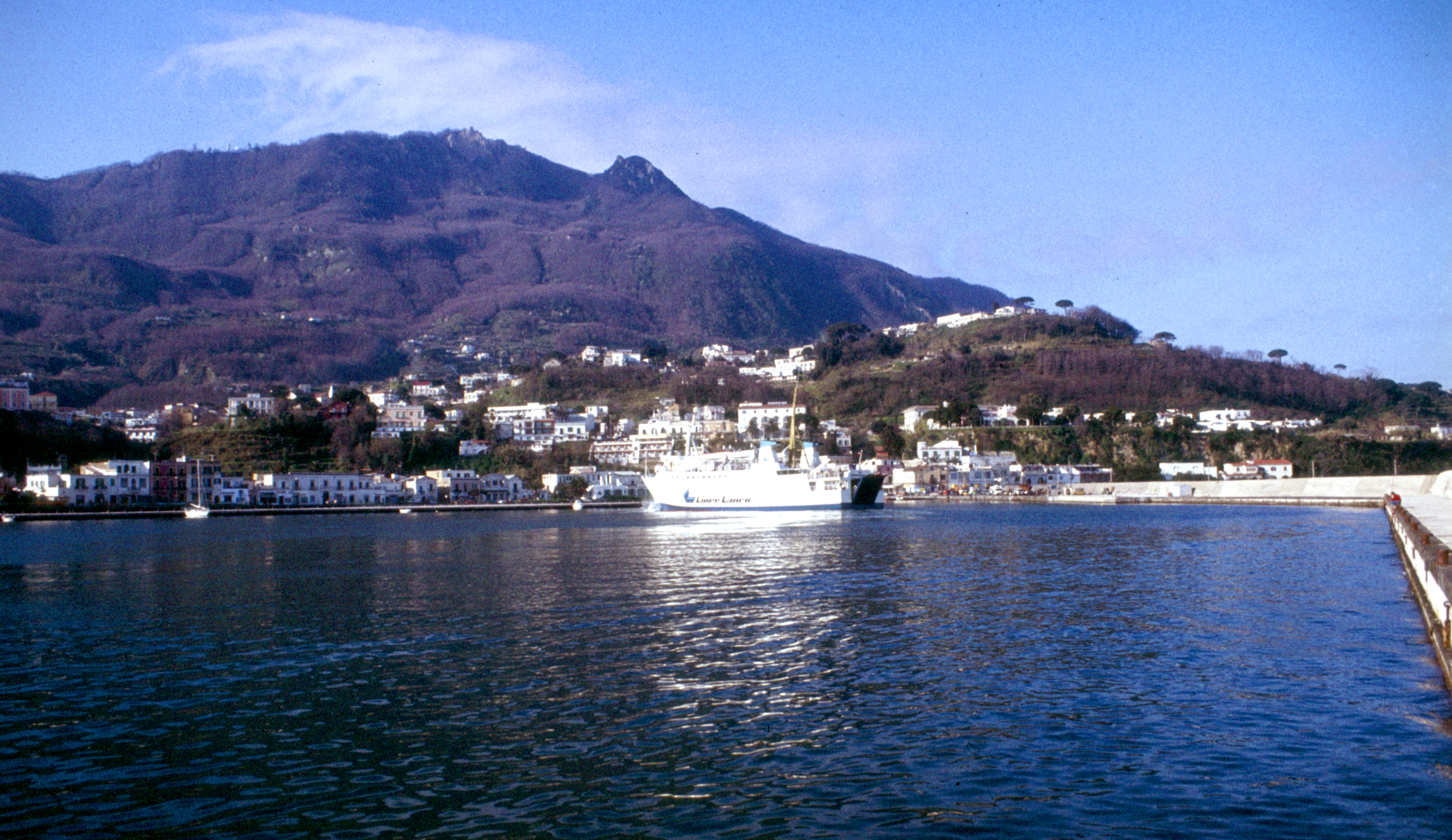
Casamicciola
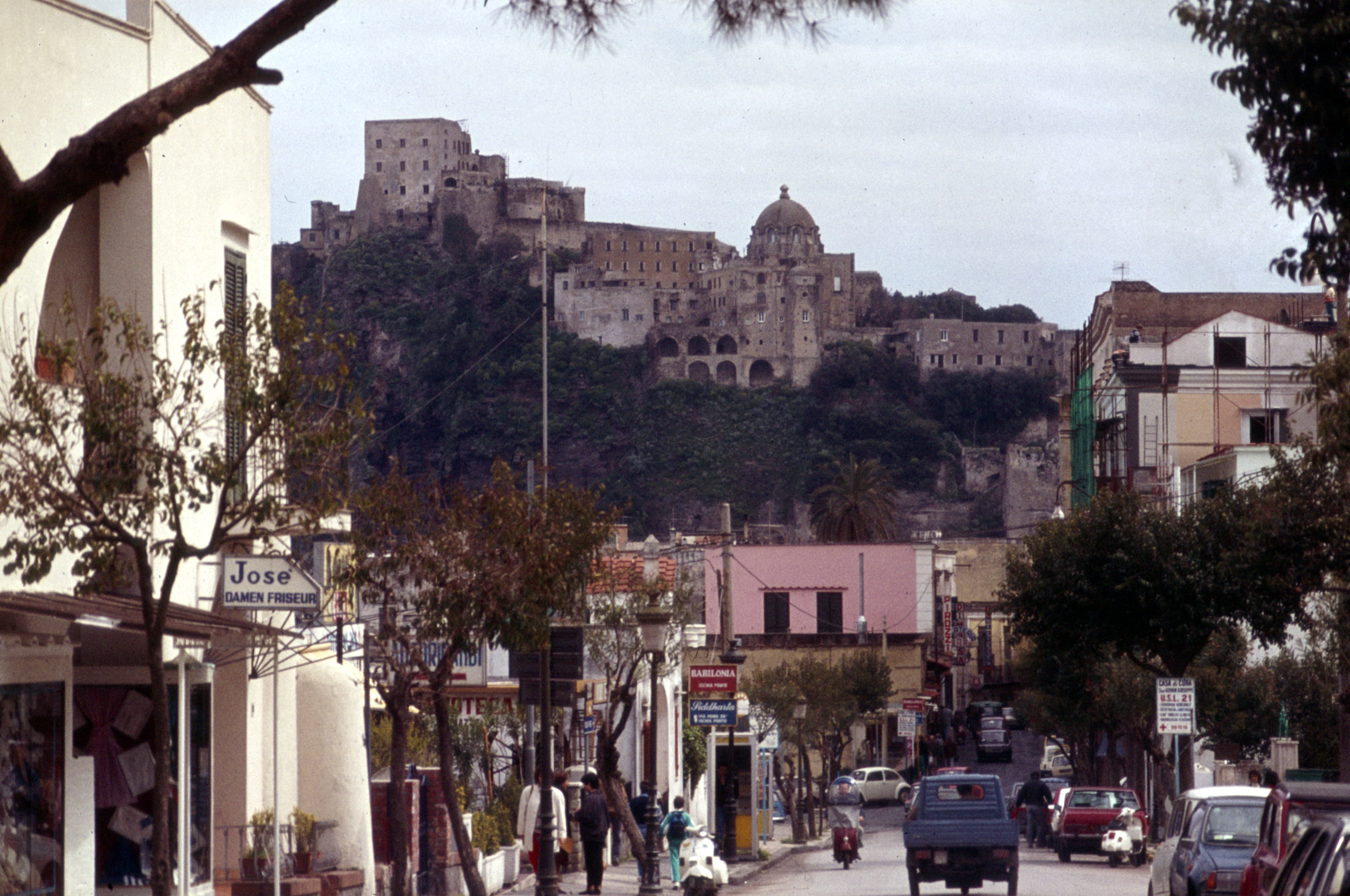
Ischia Ponte
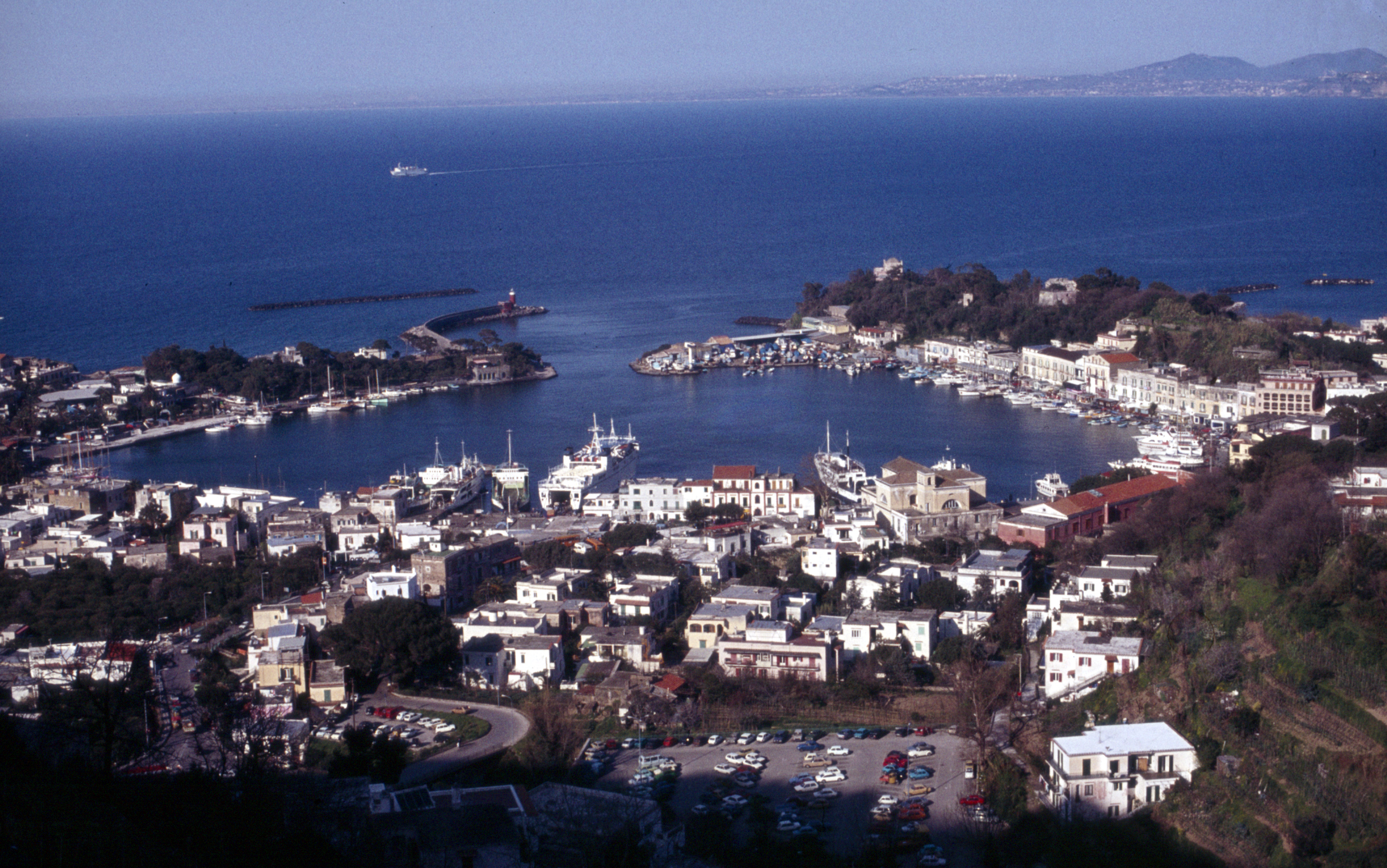
Ischia Porto
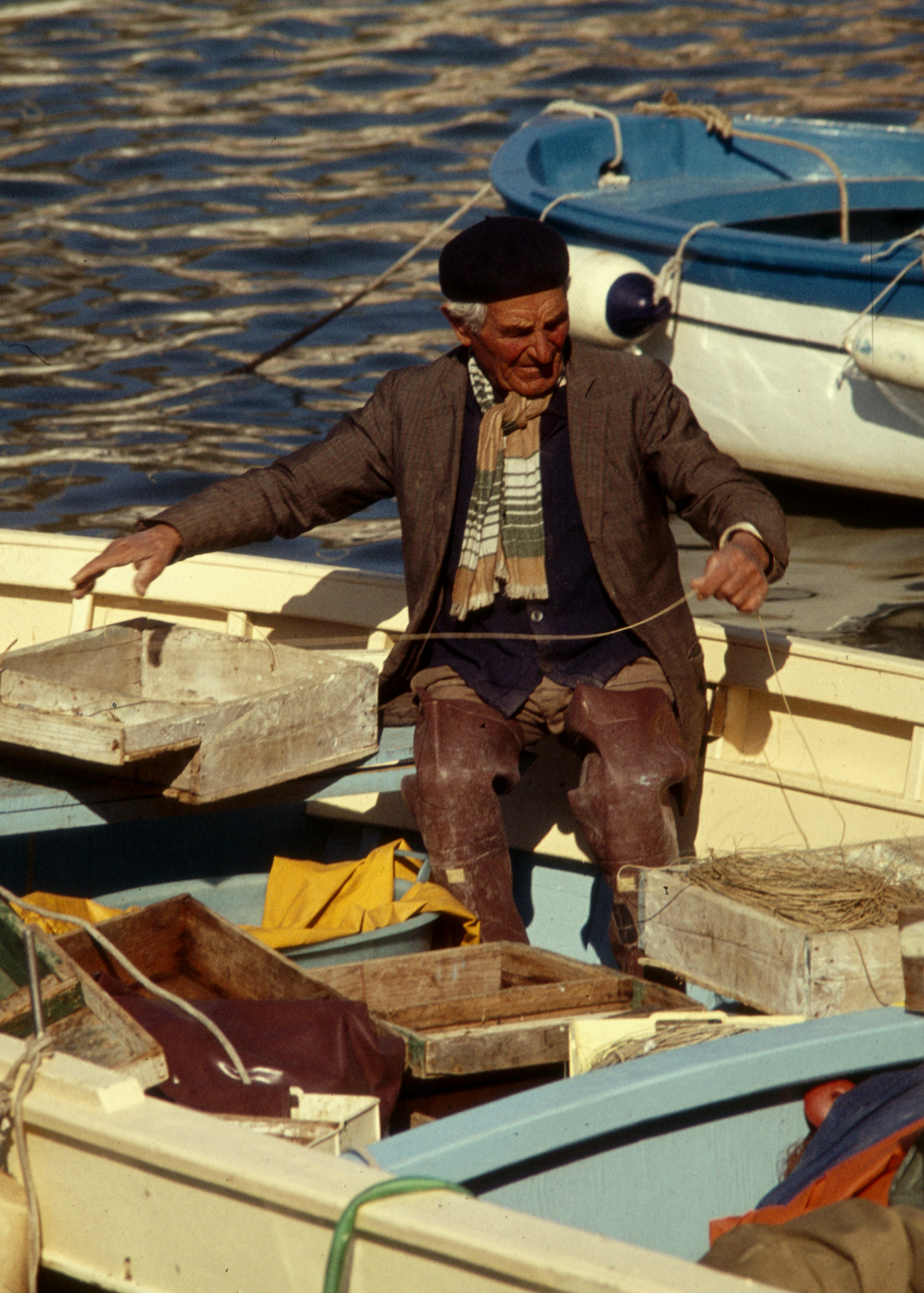
Ischia Porto
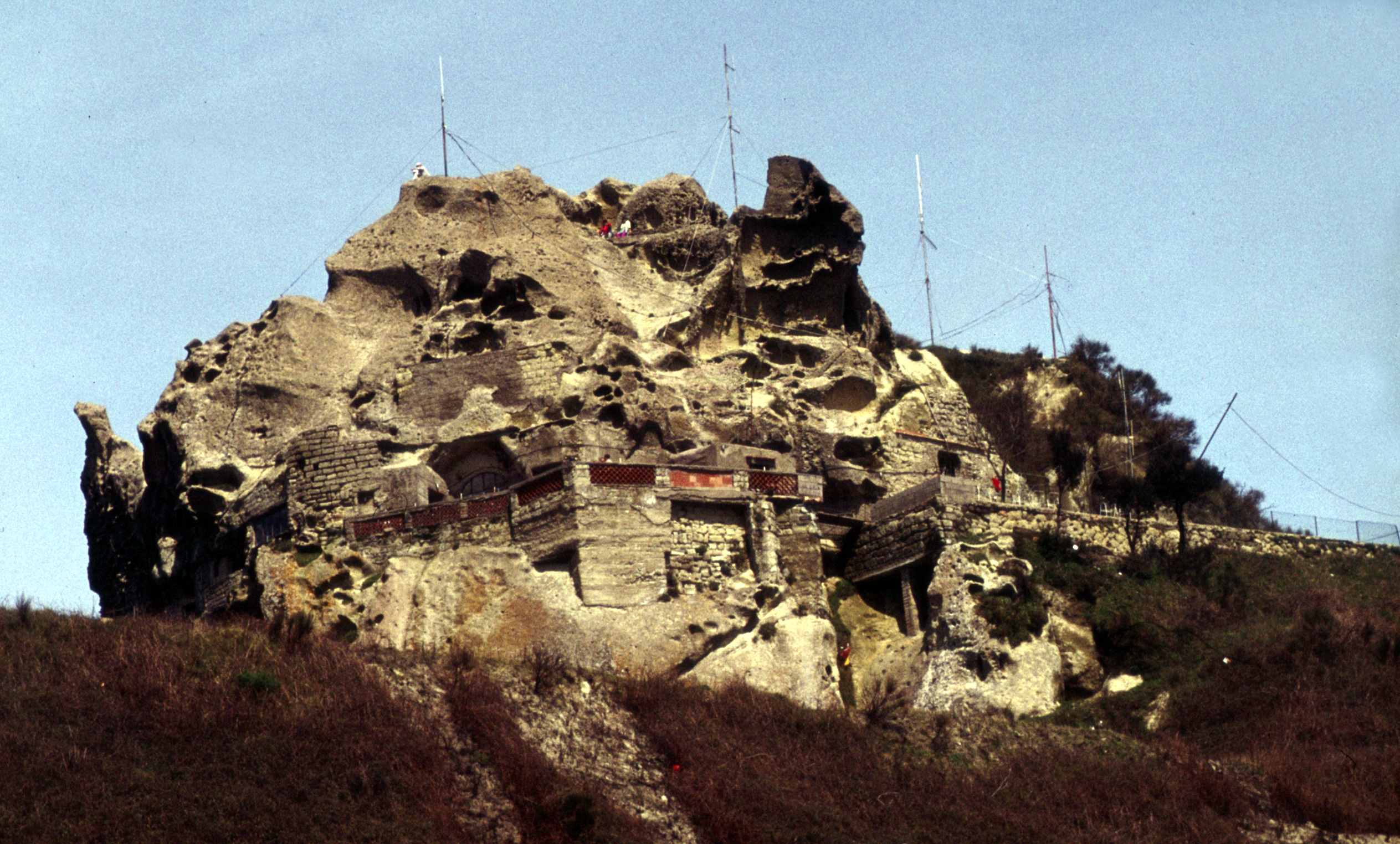
Epomeo